# Fedor Krause

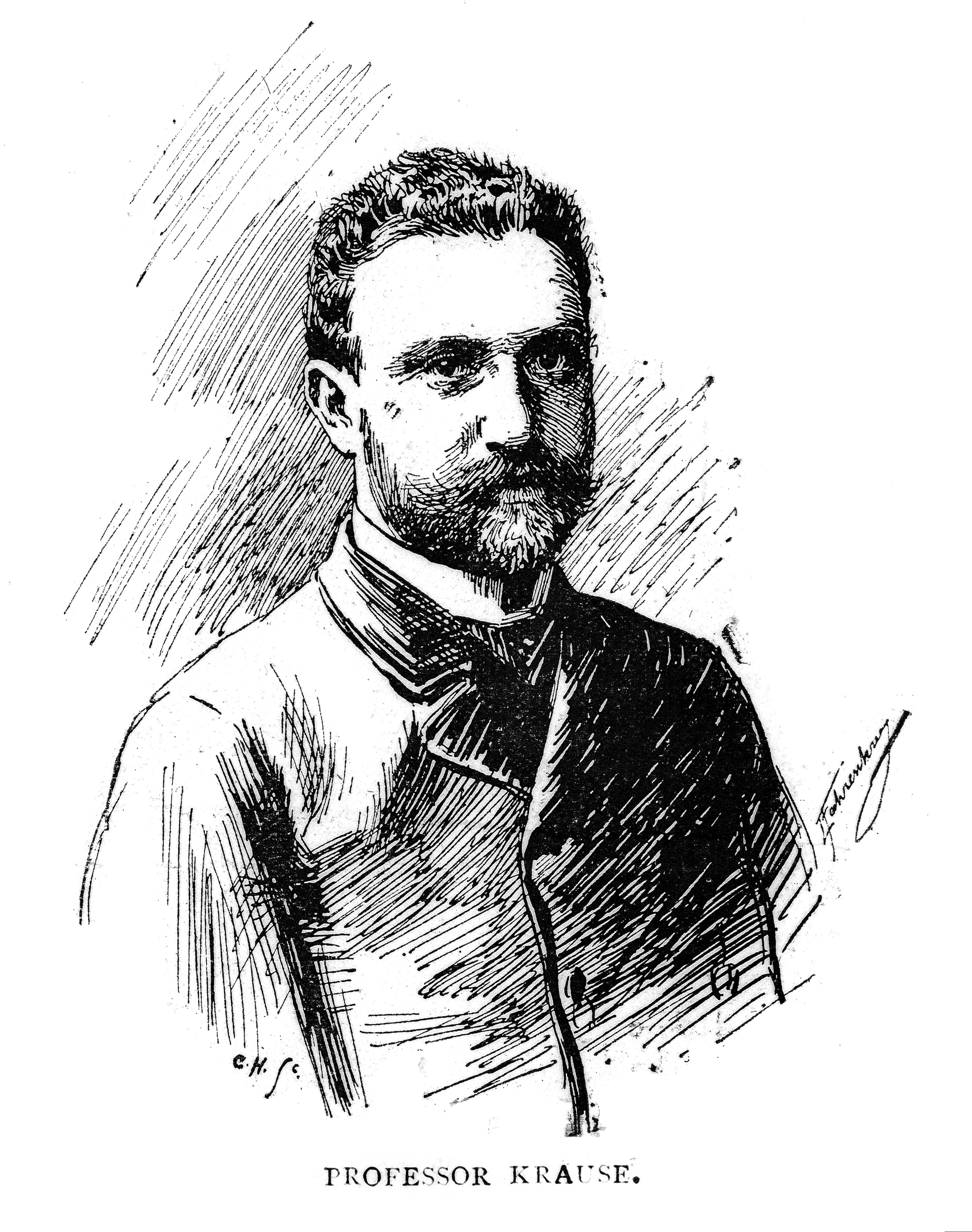
Fedor Krause

Fedor Krause (* 10. März 1857 in Friedland, Landkreis Waldenburg, Regierungsbezirk Breslau; † 20. September 1937 in Bad Gastein) war ein deutscher Chirurg. Krause gilt als Begründer der modernen deutschen Neurochirurgie, dessen Operationstechniken zum Teil noch heute grundlegend bei Operationen am Frontallappen, dem Ganglion Gasseri oder im Bereich der Augennervenkreuzung (Chiasma opticum) sind. Nach ihm ist die Fedor-Krause-Medaille der Deutschen Gesellschaft für Neurochirurgie benannt, die jährlich für international bedeutende Fortschritte auf dem Gebiet verliehen wird.

## Leben
Krause wuchs im schlesischen Friedland, wo er die Elementarschule besuchte, und schließlich in Glatz und Berlin, wo er das Gymnasium besuchte, auf. In Berlin begann er 1873 das Studium der Musik am Konservatorium, das er auch nach seinem Abitur 1875 und dem Beginn seines Medizinstudiums fortsetzte. Er studierte als Hauptfach Medizin an den Universitäten Berlin, Halle und Frankfurt (Main) und wurde 1879 zum Dr. med. an der Berliner Universität promoviert.
Nach Volontärs- und Assistentenzeit in Berlin übernahm er 1883 eine Stelle als Medizinalassistent bei Richard von Volkmann an der Chirurgischen Universitätsklinik in Halle (Saale) und beschäftigte sich hier mit der Chirurgie der malignen Neurome (bösartige Tumoren des Nervensystems). Mit diesem Thema wurde er 1887 für das Fach Chirurgie habilitiert.
Nach dem Tod Richard von Volkmanns 1889 wurde Krause zum außerordentlichen Professor für Chirurgie ernannt, jedoch gleichzeitig ersucht, die Universität zu verlassen. Er war von 1890 bis 1892 pathologisch am Senckenbergischen Institut in Frankfurt am Main tätig und 1892 bis 1900 Oberarzt bzw. Chefarzt der Chirurgischen Abteilung am Städtischen Krankenhaus Altona. Dort entwickelte er seine überragenden Operationstechniken zur Chirurgie von Gehirntumoren (etwa 1893 die erstmalige Exstirpation des Ganglion Gasseri zur Therapie der Trigeminusneuralgie) aber auch zur plastisch-rekonstruktiven Gesichtschirurgie von sogenannten ungestielten Hautlappen, d. h. der Verpflanzung großer Hautareale zur Deckung größerer Defekte nach Unfällen oder Tumorerkrankungen. Bekannt wurde er durch einen neuen operativen Zugang im Bereich der intraduralen Chiasmagegend, den er bei der Entfernung einer Pistolenkugel erstmals verwendete. Er befasste sich mit der Chirurgie der Hirnnerven, des Rückenmarks und des Gehirns. Bei Operation von Tumoren in der hinteren Schädelgrube entwickelte er eine neue Technik zur Operation am Ganglion trigeminale (Ganglion Gasseri) zur Therapie der Trigeminusneuralgie, die nach ihm als Krausesche Operation, später in der Modifikation von Frank Hartley als Hartley-Krause-Operation benannt ist (die von Krause eingeführte temporale Freilegung des Ganglion Gasseri wurde 1906 durch William Gibson Spiller und Charles Harrison Frazier modifiziert). Er war auch durch sein Lehrbuch über Neurochirurgie von 1908 einflussreich.
Von 1900 bis 1923 übernahm Krause eine Stelle als Chefarzt in der chirurgischen Abteilung des Augusta-Hospitals in Berlin. 1901 wurde er zum außerordentlichen Professor der Universität Berlin ernannt. Während des Ersten Weltkrieges übernahm er Aufgaben als Beratender Chirurg, weil besonders Schussverletzungen am Kopf mit Beteiligung des Gehirns damals bei den Militärärzten operativ nicht angegangen wurden. Ab 1930 gehörte er der Deutschen Akademie der Naturforscher Leopoldina an. Krause wurde 1931 emeritiert und verbrachte seinen Lebensabend in Rom, wo er sich vordringlich seinen musikalischen und künstlerischen Neigungen widmete.
Krause gelang über einen Zugang von der hinteren Schädelgrube her erstmals erfolgreich die Entfernung eines Pinealoms. Nach Peter Röttgen operierte er als Erster einen lumbalen Bandscheibenvorfall, verkannte ihn aber als Enchondrom.
Fedor Krause starb 1937 im Alter von 80 Jahren in Bad Gastein. Beigesetzt wurde er im 1897 angelegten Familiengrab Krause auf dem Kaiser-Wilhelm-Gedächtnis-Friedhof in Berlin-Charlottenburg (heutiger Ortsteil Westend). Das dreiachsige Wandgrab mit Säulen-Ädikula und Gittereinfassung ist erhalten.

## Schriften (Auswahl)
- Die Tuberkulose der Knochen und Gelenke, 1891 (übersetzt ins Englische)
- Über die Verwendung großer ungestielter Hautlappen zu plastischen Zwecken, 1896
- Hirnchirurgie. Die Deutsche Klinik am Eingange des Zwanzigsten Jahrhunderts in akademischen Vorlesungen. Band 8, 1905, S. 953 ff.
- Die Chirurgie des Gehirns und Rückenmarks nach eigenen Erfahrungen, 2 Bände, Wien, Berlin, Urban und Schwarzenberg 1908, 1911 (auch ins Englische und Französische übersetzt)
- Chirurgische Operationslehre des Kopfes, 2 Bände, Berlin 1912 und 1914
- Lehrbuch der chirurgischen Operationen, Berlin 1912–1914 (übersetzt ins Englische, Russische und Spanische)
- Die allgemeine Chirurgie der Gehirnkrankheiten, zusammen mit K. Heymann, 2 Bände, Berlin 1914
- Operative Freilegung der Vierhügel, nebst Beobachtungen über Hirndruck und Dekompression. In: Zentralblatt für Chirurgie. Band 53, 1926, S. 2812 ff.
- Die spezielle Chirurgie der Gehirnkrankheiten. Redigiert von Fedor Krause. Bearbeitet von Boshamer, Brühl, Guleke, Harms, Jorns, Smidt und Willich. 3 Bände. Enke, Stuttgart 1930.